# Phragmatobia lugubris
Phragmatobia lugubris är en fjärilsart som beskrevs av Charles Oberthür 1886. Phragmatobia lugubris ingår i släktet Phragmatobia och familjen björnspinnare. Inga underarter finns listade i Catalogue of Life.